# Ахей
Ахе́й (грец. Αχαιός) — міфічний родоначальник ахейців, син Ксута й Креуси, брат Іона, онук Елліна.
Здійснивши невмисне вбивство, Ахей утік до Лакедемону. Набравши собі сподвижників з Егіала і Афін, повернувся у Фессалію і зайняв область батька . Мав синів Архандра і Архітела. Зображення Ахея можна знайти в містах Ахейского союзу .
За його іменем названі ахейці.